# 남쪽물고기자리 감마
남쪽물고기자리 감마는 남쪽물고기자리의 쌍성계이다. +4.448의 겉보기 등급으로 육안으로 관측이 가능하다.  2010년 현재, 두 별은 4도각 떨어져있다. 16.0의 연주 시차를 이용하여 이 별은 태양으로부터 203광년 떨어져 있다.
4.59 등급의 주성 A는 A0 Vp(SrCrEu)의 백색의 화학적으로 특이한 A형 주계열성이다.  이 별은 태양 질량의 2.63배에 달한다. 더 희미한 등급 8.20의 동반성 B는 F5 등급의 F형 주계열성이다.
남쪽 물고기자리 감마는 초속 24.1km/s의 속도로 은하계를 공전하고 있다. 예상된 은하 궤도는 은하 중심에서 9,475 파섹 (30,903 ly) 6,624 파섹 (21,605 ly)에 있다. 180만 년 전 48.13 파섹 (157 ly) 거리에 위치해, 태양에 가장 가까웠다.

## 명명법
중국어로 敗臼( Bài Jiù )은 허수에 속하는 것을 의미한다. 따라서 이별의 중국어 이름은 敗臼三이다. (Bài Jiù sān , 영어: the Third Star of Decayed Mortar )